# Gianfranco Siazzu
Gianfranco Siazzu, italijanski general, * 20. avgust 1941.
Med letoma 2006 in 2009 je bil poveljujoči general Korpusa karabinjerjev.